# Каупихты
Каупихты (лат. Kaupichthys) — род лучепёрых рыб из семейства хлопсидовых (Chlopsidae). Распространены в тропических и тёплых умеренных водах всех океанов. Морские донные рыбы. Обитают в прибрежных водах на глубине до 95 м. Максимальная длина тела представителей разных видов варьирует от 12 до 30 см.

## Описание
Зубы не длинные и не иглообразные. На сошнике два длинных ряда зубов. Есть грудные плавники.
Способны к биолюминисценции. Например, представители Kaupichthys nuchalis при освещении синим или ультрафиолетовым светом переизлучают его как оранжевый и выглядят иначе, чем при освещении белым светом.

## Классификация
В состав рода включают 6 видов:
- Kaupichthys atronasus L. P. Schultz, 1953 — Курносый каупихт[1]
- Kaupichthys brachychirus Schultz, 1953
- Kaupichthys diodontus Schultz, 1943
- Kaupichthys hyoproroides (Strömman, 1896)
- Kaupichthys japonicas Matsubara & Asano, 1960
- Kaupichthys nuchalis J. E. Böhlke, 1967

## Изображения
| - Kaupichthys nuchalis при нормальном освещении - Биолюминисцеция у Kaupichthys nuchalis - Kaupichthys brachychirus |